# 86: Eighty-Six
86:Eighty Six (86-エイティシックス- Eiti Shikkusu?) es una serie de novelas ligeras escritas por Asato Asato e ilustradas por Shirabi, con diseños mecánicos de I-IV, publicadas por ASCII Media Works desde abril de 2017 bajo su sello Dengeki Bunko. Una adaptación al manga con arte de Motoki Yoshihara ha sido serializada en la revista Young Gangan de Square Enix desde febrero de 2018, siendo recopilada en tres volúmenes tankōbon. Una segunda serie de manga titulada Gakuen 86 con ilustraciones de Suzume Somemiya, serializada en la revista Gekkan Comic Alive de Media Factory, y una serie de anime, fueron anunciadas durante una transmisión en vivo por el primer aniversario del sitio web de novelas ligeras de Kadokawa, Kimirano, el 15 de marzo de 2020.

## Sinopsis
Durante mucho tiempo, la República de San Magnolia, ha sido asediada por su vecino, el Imperio Giadian, que fabricó una serie de drones no tripulados llamados Legion. Después de años de minuciosa investigación, la República finalmente desarrolló sus propios drones autónomos, convirtiendo la lucha unilateral en una guerra sin víctimas, o al menos, eso es lo que el gobierno afirma. En verdad, no existe una guerra sin sangre. Más allá de los muros fortificados que protegen los ochenta y cinco territorios de la República se encuentra el Sector "inexistente" 86. Los hombres y mujeres jóvenes de esta tierra abandonada son tildados como los Ochenta y Seis, y despojados de sus derechos como humanos, su libertad, sus nombres, sus vidas... su humanidad. En ese campo de batalla donde son forzados a luchar sin ningún reconocimiento o agradecimiento, pilotan los drones "no tripulados" en la batalla. Fuera de Los muros, Shin [The Undertaker] dirige las acciones de un destacamento de los jóvenes Ochenta y Seis en el campo de batalla, mientras que, dentro de los muros, Vladilena Milizé es una «Handler», que dirige un destacamento desde esta segura y remota retaguardia.  Así se desarrolla la historia, la unión, la vida, la lucha y las muertes de dos personas que viven en dos mundos tan diferentes.

## Personajes principales
Shinei Nōzen (シンエイ・ノウゼン?)
 Seiyū: Shōya Chiba, voz en español: Alberto Bernal
Comúnmente llamado Shin. El líder del escuadrón 86 "Spearhead" que ha luchado y sobrevivido a innumerables batallas a pesar de tener solo 16 años. Apodado "Undertaker" por su hábito de mantener una caja llena de placas de identificación improvisadas hechas con una pequeña pieza del Juggernaut de cada camarada muerto, que planea enterrar cuando termine la guerra. Shin es conocido por su crueldad contra enemigos y aliados. Se rumorea que los Handlers anteriores que trataron con él se volvieron locos y abandonaron la unidad, se retiraron o incluso se suicidaron por razones desconocidas.
Vladilena Milizé (ヴラディレーナ・ミリーゼ Varadirēna Mirīze?)
 Seiyū: Ikumi Hasegawa, voz en español: Fernanda Ornelas
Comúnmente llamada Lena. Una oficial del ejército de San Magnolia que fue ascendida a comandante con solo 16 años, gracias a una combinación de sus habilidades y conexiones familiares. Lena tiene la costumbre de tratar a sus subordinados 86 como personas, a diferencia de otros "handlers" que tratan a los 86 como objetos desechables. Lena es la handler recién asignada al escuadrón "Spearhead" de la República.
Frederica Rosenfort (フレデリカ・ローゼンフォルト Furederika Rōzenforuto?)
 Seiyū: Misaki Kuno, voz en español: Varenka Carrillo
La hija adoptiva de Ernst. Su nombre completo es Augusta Frederica Adel-Adler, la última Emperatriz del Imperio Giad antes de su colapso, con la capacidad de ver el pasado y el presente de cualquier persona que conozca. Decide unirse a Shin y su tripulación en la escuela de entrenamiento de oficiales para acabar con el sufrimiento de su caballero, Kiriya, que se convirtió en un pastor de la Legión.
Raiden Shuga (ライデン・シュガ Raiden Shuga?)
 Seiyū: Sei'ichirō Yamashita, voz en español: Luis Navarro
El Oficial Ejecutivo y vice-capitán del Escuadrón "Speardhead", su nombre en clave es "Wehrwolf". Un amigo de Shin antes de unirse al mismo escuadrón.
Theoto Rikka (セオト・リッカ Seoto Rikka?)
 Seiyū: Natsumi Fujiwara, voz en español: Ángel Ivan Rodríguez
Conocido por su apodo Theo o por nombre en clave "Laughing Fox". Su nombre en clave se inspiró en un comandante de raza alba que se sacrificó para salvar la unidad de Theo. Theo suele ser franco y sarcástico cuando trata con los demás, especialmente con sus handlers. Le hace pasar un mal rato a Lena, especialmente después de ver morir a un amigo cercano y camarada. Theo lleva un cuaderno de bocetos que dibuja en su tiempo libre y diseñó varias de las marcas personales del escuadrón en sus Juggernauts.
Anju Emma (アンジュ・エマ Anju Ema?)
 Seiyū: Saori Hayami, voz en español: Romina Marroquín
Nombre en clave "Snow Witch". Anju fue golpeada por muchos de sus compañeros 86 por ser una niña mestiza. Anju se dejó crecer el cabello para ocultar las cicatrices de su espalda.
Kurena Kukumila (クレナ・ククミラ Kurena Kukumira?)
 Seiyū: Sayumi Suzushiro, voz en español: Amanda Hinojosa
Nombre en clave "Gunslinger", sus padres fueron asesinados por soldados de Alba en el pasado y su hermana fue reclutada en otra unidad 86, para nunca más ser vista. Como resultado, lleva un odio intenso contra todos los Albas. Kurena siente algo por Shin y no le gusta Lena tanto por su raza como por la estrecha relación que forma con Shin.

## Contenido de la obra

### Novela ligera
La novela ligera está escrita por Asato Asato e ilustrada por Shirabii, con diseño mecánico de I-IV. ASCII Media Works ha publicado trece volúmenes desde febrero de 2017 bajo su sello Dengeki Bunko. Las novelas ligeras tienen licencia en Norteamérica por Yen Press. La versión en idioma inglés fue traducida por Roman Lempert.

#### Lista de volúmenes
| Núm. | Fecha de publicación     | ISBN                   |
| ---- | ------------------------ | ---------------------- |
| 1    | 10 de febrero de 2017    | ISBN 978-4-04-892666-9 |
| 2    | 7 de julio de 2017       | ISBN 978-4-04-893232-5 |
| 3    | 9 de diciembre de 2017   | ISBN 978-4-04-893397-1 |
| 4    | 10 de mayo de 2018       | ISBN 978-4-04-893830-3 |
| 5    | 10 de noviembre de 2018  | ISBN 978-4-04-912092-9 |
| 6    | 10 de abril de 2019      | ISBN 978-4-04-912461-3 |
| 7    | 10 de septiembre de 2019 | ISBN 978-4-04-912798-0 |
| 8    | 9 de mayo de 2020        | ISBN 978-4-04-913185-7 |
| 9    | 10 de febrero de 2021    | ISBN 978-4-04-913309-7 |
| 10   | 10 de junio de 2021      | ISBN 978-4-04-913880-1 |
| 11   | 10 de febrero de 2022    | ISBN 978-4-04-914149-8 |
| 12   | 10 de febrero de 2023    | ISBN 978-4-04-914398-0 |
| 13   | 10 de enero de 2024      | ISBN 978-4-04-915071-1 |
| 14   | 10 de septiembre de 2025 | ISBN 978-4-04-916184-7 |

### Manga
Una adaptación de manga de Motoki Yoshihara ha sido serializada en la revista de manga seinen de Square Enix Young Gangan desde el 16 de febrero de 2018. Se ha recopilado en tres volúmenes de tankōbon. La adaptación de manga también tiene licencia en Norteamérica por Yen Press.

#### Lista de volúmenes
| Núm. | Fecha de publicación     | ISBN                   |
| ---- | ------------------------ | ---------------------- |
| 1    | 10 de octubre de 2018    | ISBN 978-4-7575-5870-0 |
| 2    | 10 de septiembre de 2019 | ISBN 978-4-7575-6278-3 |
| 3    | 10 de junio de 2021      | ISBN 978-4-7575-7307-9 |

#### Mangas con historias derivadas
Una serie de manga derivada titulada 86: Operation High School de Suzume Somemiya se serializó en la revista de manga seinen de Media Factory Monthly Comic Alive del 27 de junio de 2020 al 27 de agosto de 2021.
| Núm. | Fecha de publicación     | ISBN                   |
| ---- | ------------------------ | ---------------------- |
| 1    | 21 de enero de 2021      | ISBN 978-4-04-680006-0 |
| 2    | 22 de septiembre de 2021 | ISBN 978-4-04-680538-6 |

Un tercer manga titulado 86: Run Through the Battlefront de Hiroya Yamazaki comenzó a serializarse en la aplicación Manga UP! de Square Enix el 24 de enero de 2021.
| Núm. | Fecha de publicación | ISBN                   |
| ---- | -------------------- | ---------------------- |
| 1    | 10 de junio de 2021  | ISBN 978-4-7575-7308-6 |

Una serie de manga precuela titulada 86: Fragmental Neoteny comenzó a serializarse en Monthly Comic Alive el 26 de abril de 2021.
| Núm. | Fecha de publicación     | ISBN                   |
| ---- | ------------------------ | ---------------------- |
| 1    | 22 de septiembre de 2021 | ISBN 978-4-04-680903-2 |
| 2    | 22 de junio de 2022      | ISBN 978-4-04-681229-2 |
| 3    | 22 de diciembre de 2022  |                        |

### Anime
Se anunció una adaptación de la serie al anime en una transmisión en vivo que conmemora el primer aniversario del sitio web de la novela ligera "Kimirano" de Kadokawa el 15 de marzo de 2020. Es producida por A-1 Pictures y dirigida por Toshimasa Ishii, con Toshiya Ōno escribiendo los guiones, Tetsuya Kawakami diseñando los personajes y Hiroyuki Sawano y Kohta Yamamoto componiendo la música. El CG será desarrollado por Shirogumi. La serie estaba originalmente programada para emitirse en 2020, pero se retrasó indefinidamente. La serie será un anime en formato split-cour, y la primera mitad se estrenará en Tokyo MX y otras cadenas el 11 de abril de 2021. El 28 de marzo de 2021, Tokyo MX emitió un programa especial que conmemoraba el inicio de la serie protagonizada por el elenco principal Shōya Chiba e Ikumi Hasegawa, el productor Nobuhiro Nakayama y el compositor Hiroyuki Sawano. La segunda mitad se estrenó el 3 de octubre de 2021. El 23 de diciembre de 2021, se anunció que la emisión de los episodios vigésimo segundo y vigésimo tercero, fueron retrasados hasta el 12 y 19 de marzo de 2022 respectivamente, para “asegurar una mejor calidad en el producto final“. Crunchyroll obtuvo la licencia de la serie fuera de Asia. Muse Communication obtuvo la licencia de la serie en el sudeste asiático y la transmite en iQIYI y Bilibili. El primer tema de apertura es "3-bun 29-byō" de Hitorie, mientras que el primer tema de cierre es "Avid" de SawanoHiroyuki[nZk]:mizuki. El segundo tema de apertura es "Kyoukaisen" de amazarashi, mientras que el segundo tema de cierre es "Alchemila" de Regal Lily.
En el sitio oficial para la adaptación al anime de las novelas ligeras de Asato Asato, 86: Eighty-Six, se anunció que se realizará un evento especial titulado “86: Eighty-Six -1st Anniversary Operation” el 10 de abril de 2022 en Japón. El evento, como el título sugiere, celebrará el primer aniversario del estreno de la adaptación al anime, y el comunicado reveló los primeros detalles.
Aquellos que compren los paquetes Blu-ray/DVD del proyecto de animación tendrán un pase de acceso anticipado para adquirir los boletos para este próximo evento, que contará con la participación del elenco de voces principal, a saber, Shouya Chiba (Shinei Nouzen), Ikumi Hasegawa (Vladilena Milizé), Sei'ichirō Yamashita (Raiden Shuga), Natsumi Fujiwara (Theoto Rikka) y Saryumi Suzushiro (Kurena Kukumila). Además, los artistas Hitorie, Hiroyuki Sawano, Kohta Yamamoto, Mizuki (UNIDOTS), Laco (EOW), Cumi (BINJU) y más ofrecerán interpretaciones en vivo.
Adicionalmente, el comunicado de prensa reveló las ilustraciones que serán entregadas como beneficio de adquisición de los paquetes Blu-ray/DVD recopilatorios del proyecto, según distintos distribuidores en Japón. Estas ilustraciones también incluyen algunas con diseños chibi que inspiran llaveros acrílicos incluidos como beneficios de los propios paquetes, no por parte de las tiendas.

## Recepción
La serie de novelas ligeras ocupó el segundo lugar en 2018 en la guía anual de novelas ligeras Kono Light Novel ga Sugoi! de Takarajimasha, en la categoría bunkobon. Ocupó el quinto lugar en 2019.
IGN incluyó la serie de anime como uno de las mejores de 2021. Varios escritores de Anime News Network incluyeron la primera parte del anime como una de sus series favoritas de la temporada de primavera de 2021.}
El anime recibió cuatro nominaciones en los Crunchyroll Anime Awards del año 2022 en las categorías: Anime del año, mejor drama, mejor chica y mejor banda sonora. Obtuvo cinco premios en los «Anime Trending Awards 2021» en las categorías Anime nuevo del año, Mejor Personaje Masculino Principal para el personaje Shinei Nouzen, Mejor Ending para la canción Avid de SawanoHiroyuki[nZk]:mizuki, Mejor Guion Adaptado para Toshiya Ōno, Mejor Banda Sonora para Hiroyuki Sawano y Kohta Yamamoto, además del premio en la categoría Mejor Anime Mecha o de Ciencia Ficción.